# Ганна Шигулла
Га́нна (Ха́нна) Шигу́лла (нім. Hanna Schygulla; нар. 25 грудня 1943, Кьоніґсгютте, Верхня Сілезія, Німеччина (нині Польща) — німецька театральна та кіноакторка, співачка. Володарка багатьох престижних професійних та фестивальних кінонагород .

## Біографія
Ганна Шигулла народилася 25 грудня 1943 у верхньосілезькомі місті Кьоніґсгютте, Німеччина (нині Польща) в сім'ї торгівця деревиною Йозефа Франца і його дружини Антонії Урсули Шигулл. Під час Другої світової війни батько Ганни служив піхотинцем у німецькій армії; потрапив у полон до американських військ в Італії та перебував у статусі військовополоненого до 1948 року. У 1945 році Ганна приїхала з матір'ю як біженки до Мюнхена після вигнання більшості осіб німецького походження новим комуністичним урядом Польщі. Після закінчення гімназії Ганна їздила за обміном на один рік до Парижа. З 1964 року вона вивчала в Мюнхені германістику і романістику, збираючись стати вчителькою. У 1966—1967 роках відвідувала уроки акторської майстерності в студії Фрідля Леонгарда.
У вересні 1967-го року Ганна Шигулла познайомилася з Райнером Вернером Фассбіндером, залучившись до роботи в «Театрі дії». У червні 1968 року «Театр дії» було закрито через недотримання техніки протипожежної безпеки, — а на думку акторів, з політичних причин. Частина трупи організувала «Антитеатр». Ганна грала у багатьох виставах, які поставив Фассбіндер, а потім і у 23-х його фільмах.
У 1968 році Шигулла дебютувала у фільмі Жана-Марі Штрауба «Наречений, комедіантка і сутенер».
З 1982 року, після смерті Фассбіндера, знімається рідко, віддаючи перевагу складним ролям у мультинаціональних стрічках. Найвідоміші ролі цього періоду — Поліна Кропп у фільмі «Кохання в Німеччині» (1983) Анджея Вайди, Ольга в кінофільмі «Чисте безумство» (1983) Маргарете фон Тротта, Мати Джакомо Казанови в телефільмі «Казанова» (1987) Саймона Ленгтона, Інга в «Померти наново» (1991) Кеннета Брани.
Шигулла знімалася також у Фолькера Шльондорфа, Віма Вендерса, Жана-Люка Годара, Етторе Сколи та Марко Феррері. За роль у фільмі Феррері «Історія П'єри» (1982) акторка здобула Приз за найкращу жіночу роль на Каннському кінофестивалі 1983 року.
У 1979 році Ганна Шигулла поставила фільм «Протоколи снів» — експериментальну стрічку про сни, яка тепер є частиною кіноколекції Музею сучасного мистецтва в Нью-Йорку.
У 1987 Шигулла входила до складу журі 15-го Московського міжнародного кінофестивалю, очолюваного Робертом де Ніро.
В середині 1990-х років Ганна Шигулла не лише знімалася в кіно, але й виступала як співачка.
З 1981-го по 2014 рік Ганна Шигулла мешкала в Парижі, після чого переїхала до Берліна.

## Громадянська позиція
У 2018 підтримала звернення Європейської кіноакадемії на захист ув'язненого у Росії українського режисера Олега Сенцова.

## Фільмографія (вибіркова)

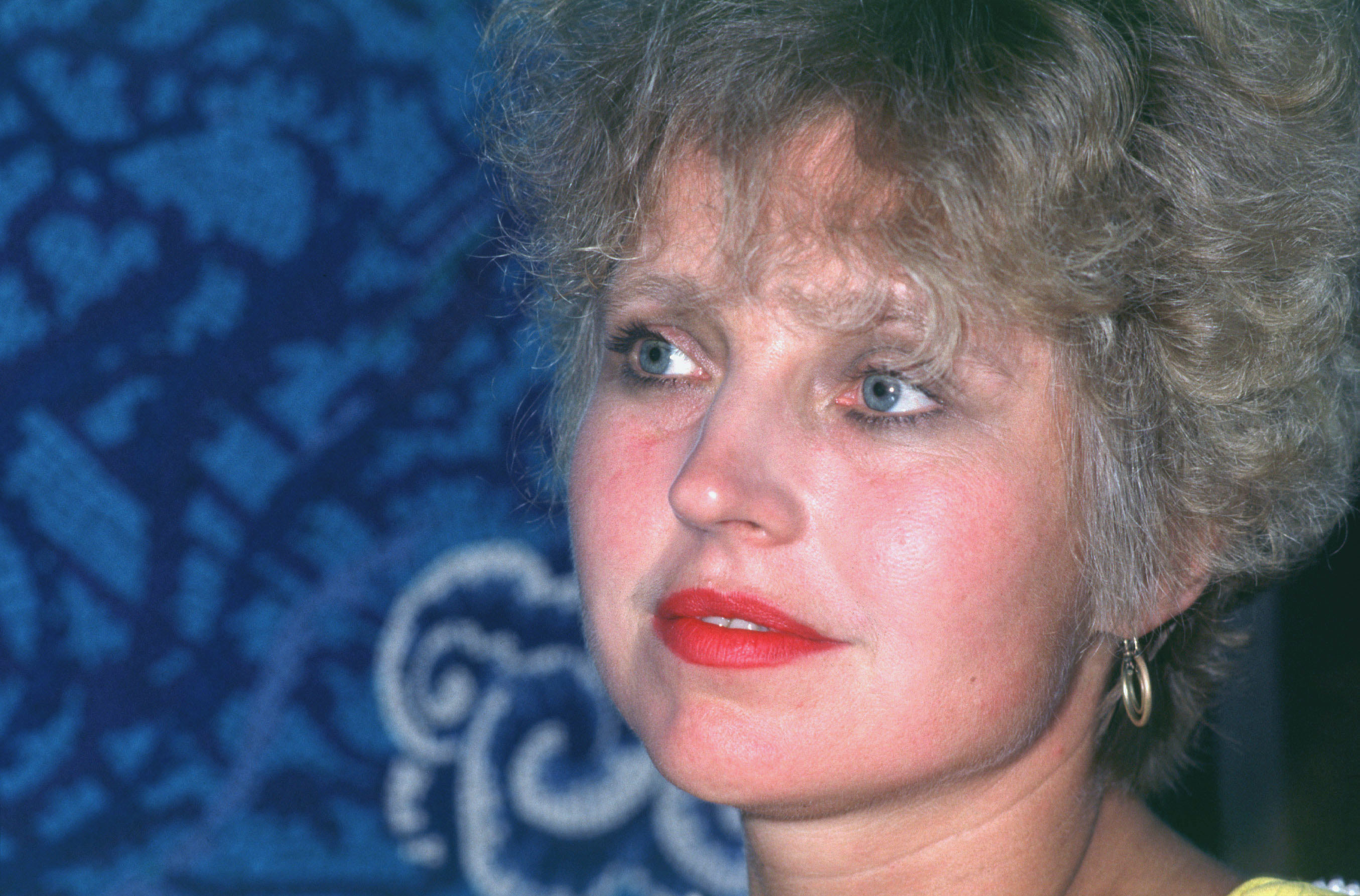
Ганна Шигулла на Венеційському МКФ, 1982

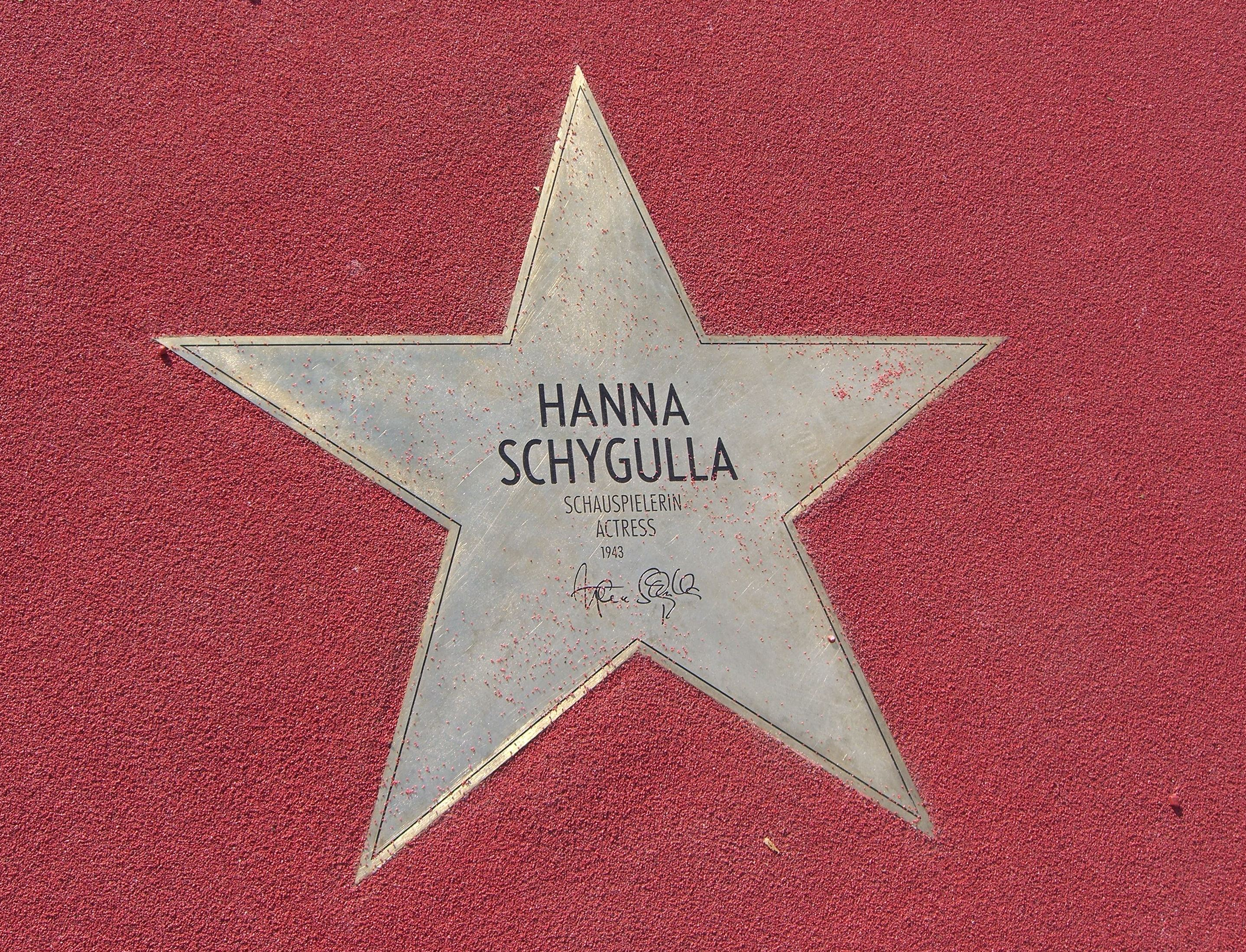
Зірка Ганни Шигулли на Бульварі зірок у Берліні

За час своєї акторської кар'єри Ганна Шигулла зіграла ролі у понад 90-та кіно- та телефільмах.
| Рік  | Фільм                              | Оригінальна назва                               | Роль                           |
| ---- | ---------------------------------- | ----------------------------------------------- | ------------------------------ |
| 1968 | Наречений, комедіантка і сутенер   | Der Bräutigam, die Komödiantin und der Zuhälter | Люсі                           |
| 1968 | Мисливські сцени з Нижньої Баварії | Jagdszenen aus Niederbayern                     | Паула                          |
| 1969 | Бунт                               | Die Revolte                                     |                                |
| 1969 | Кохання холодніше за смерть        | Liebe ist kälter als der Tod                    | Іоганна                        |
| 1969 | Катцельмахер                       | Katzelmacher                                    | Марі                           |
| 1970 | Чому з'їхав з глузду пан Р.?       | Warum läuft Herr R. Amok?                       | шкільна подруга                |
| 1970 | Матіас Кнайссль                    | Mathias Kneissl                                 | Матильда                       |
| 1971 | Вайті                              | Whity                                           | Ганна                          |
| 1971 | Рио дас мортес                     | Rio das Mortes                                  | Ганна                          |
| 1971 | Застереження від святої повії      | Warnung vor einer heiligen Nutte                | Ганна                          |
| 1972 | Гіркі сльози Петри фон Кант        | Die bitteren Tränen der Petra von Kant          | Карін Тімм                     |
| 1975 | Хибний рух                         | Falsche Bewegung                                | Тереза                         |
| 1979 | Заміжжя Марії Браун                | Die Ehe der Maria Braun                         | Марія Браун                    |
| 1980 | Берлін-Александерплац              | Berlin Alexanderplatz                           | Єва                            |
| 1981 | Лілі Марлен                        | Lili Marleen                                    | Лілі Марлен                    |
| 1981 | Фальсифікація                      | Die Fälschung                                   | Аріана                         |
| 1982 | Ніч у Варенні                      | La Nuit de Varennes                             | графиня Софі де ля Борде       |
| 1983 | Історія П'єри                      | нім. «Storia di Piera»                          | Еудженія                       |
| 1983 | Кохання в Німеччині                | нім. «Eine Liebe In Deutschland»                | Пауліна Краупп                 |
| 1983 | Чисте безумство                    | нім. «Heller Wahn», англ. «Sheer Madness»       | Ольга                          |
| 1986 | Загін «Дельта»                     | англ. «The Delta Force»                         | Інгрід                         |
| 1986 | Петро Великий                      | Peter the Great                                 | Катерина I (Марта Скавронська) |
| 1987 | Казанова                           | Casanova                                        | мати Джакомо Казанови          |
| 1987 | Безумство вулиць                   | Crazy Streets / Forever, Lulu                   |                                |
| 1988 | Літо міс Форбс                     | El Verano De La Senora Forbes                   | місіс Форбс                    |
| 1991 | Померти наново                     | англ. «Dead Again»                              | Інга                           |
| 1998 | Дівчина моєї мрії                  | La niña de tus ojos                             | Магда Геббельс (епізод)        |
| 2007 | На іншій стороні                   | нім. «Auf der anderen Seite»                    | Сюзанна Штауб, мати Лотти      |
| 2009 | Татарська Княжна                   | англ. «The Tatar Princess»                      | Анна Ахматова у 1965 році      |
| 2011 | Фауст                              | нім. «Faust»                                    | дружина лихваря                |
| 2017 | Фортуната                          | італ. Fortunata                                 | Лотта                          |
| 2018 | Молитва                            | фр. La prière                                   | сестра Міріам                  |
| 2022 | Петер фон Кант                     | фр. Peter von Kant                              | Розмарі                        |
| 2023 | Бідолашні створіння                | англ. Poor Things                               | Марта фон Курцрок              |

## Визнання
| Рік                                                     | Категорія                                                  | Фільм                                         | Результат |
| ------------------------------------------------------- | ---------------------------------------------------------- | --------------------------------------------- | --------- |
| Німецька кінопремія                                     |                                                            |                                               |           |
| 1969                                                    | Золота кінонагорода найкращій акторці в ролі другого плану | Мисливські сцени з Нижньої Баварії            | Номінація |
| 1971                                                    | Золота кінонагорода найкращій акторці в головній ролі      | Вайті та Матіас Кнайссль                      | Перемога  |
| 1975                                                    | Золота кінонагорода за найкращий акторський ансамбль       | Хибний рух                                    | Перемога  |
| 1979                                                    | Золота кінонагорода найкращій акторці в головній ролі      | Заміжжя Марії Браун                           | Перемога  |
| 1981                                                    | Золота кінонагорода найкращій акторці в головній ролі      | Лілі Марлен                                   | Перемога  |
| 1982                                                    | Золота кінонагорода найкращій акторці в головній ролі      | Фальсифікація                                 | Перемога  |
| 2008                                                    | Золота кінонагорода найкращій акторці в ролі другого плану | На краю раю                                   | Перемога  |
| Спільнота кінокритиків Нью-Йорка                        |                                                            |                                               |           |
| 1979                                                    | Найкраща акторка                                           | Заміжжя Марії Браун                           | 3-є місце |
| Берлінський міжнародний кінофестиваль                   |                                                            |                                               |           |
| 1979                                                    | Срібний ведмідь за найкращу жіночу роль                    | Заміжжя Марії Браун                           | Перемога  |
| 2010                                                    | Почесний Золотий ведмідь                                   | Почесний Золотий ведмідь                      | Перемога  |
| Давид ді Донателло                                      |                                                            |                                               |           |
| 1980                                                    | Спеціальний приз за акторську гру                          | Заміжжя Марії Браун                           | Перемога  |
| 1983                                                    | Найкраща акторка                                           | Ніч у Варенні                                 | Номінація |
| 1983                                                    | Спеціальний приз за внесок в європейське кіно              | Спеціальний приз за внесок в європейське кіно | Перемога  |
| Національна спілка кінокритиків США                     |                                                            |                                               |           |
| 1980                                                    | Найкраща акторка                                           | Заміжжя Марії Браун                           | 2-е місце |
| 2009                                                    | Найкраща акторка другого плану                             | На краю раю                                   | Перемога  |
| Премія «Бамбі»                                          |                                                            |                                               |           |
| 1981                                                    | Найкраща акторка                                           | Лілі Марлен                                   | Перемога  |
| 1984                                                    | Жінка року                                                 | Жінка року                                    | Перемога  |
| Каннський кінофестиваль                                 |                                                            |                                               |           |
| 1983                                                    | Найкращий акторка                                          | Історія П'єри                                 | Перемога  |
| Премія Сан Жорді                                        |                                                            |                                               |           |
| 1985                                                    | Найкраща іноземна акторка                                  | Ніч у Варенні та Історія П'єри                | Перемога  |
| Золота камера (Німеччина)                               |                                                            |                                               |           |
| 1987                                                    | Найкраща німецька акторка                                  | Петро Великий                                 | Перемога  |
| Міжнародний приз Флайяно                                |                                                            |                                               |           |
| 2002                                                    | Приз за кар'єру в кіно                                     | Приз за кар'єру в кіно                        | Перемога  |
| Приз документального і короткометражного кіно в Більбао |                                                            |                                               |           |
| 2003                                                    | Почесний Мікелді                                           | Почесний Мікелді                              | Перемога  |
| Міжнародна спільнота кіноманів                          |                                                            |                                               |           |
| 2009                                                    | Найкраща акторка другого плану                             | На краю раю                                   | Перемога  |
| Міжнародний кінофестиваль в Сан-Пауло                   |                                                            |                                               |           |
| 2010                                                    | Гуманітарний приз                                          | Гуманітарний приз                             | Перемога  |
| Кінофестиваль в Салоніках                               |                                                            |                                               |           |
| 2014                                                    | Почесний Золотий Александр                                 | Почесний Золотий Александр                    | Перемога  |
| Кінофестиваль Туреччина-Німеччина в Нюрнберзі           |                                                            |                                               |           |
| 2015                                                    | Почесний приз                                              | Почесний приз                                 | Перемога  |

## Твори
- Hanna Schygulla: Wach auf und träume - Die Autobiographie. Schirmer/Mosel, München 2013, ISBN 3-8296-0658-3